# Mekarmukti (Talegong)
Mekarmukti is een bestuurslaag in het regentschap Garut van de provincie West-Java, Indonesië. Mekarmukti telt 3633 inwoners (volkstelling 2010).